# La Visitation (Dürer)
Pour les articles homonymes, voir La Visitation.
La Visitation est une gravure sur bois de 1503 réalisée par l'artiste allemand de la Renaissance Albrecht Dürer.  

## Description
La gravure fait partie de la série de Dürer la Vie de la Vierge. L'œuvre dépeint la Visitation, un épisode de l'Évangile de Luc,  1:39–56,9 lorsque Marie, enceinte et en grossesse avancée, voyage pour voir sa cousine Élisabeth beaucoup plus âgée, dont la grossesse arrive aussi bientôt à son terme.
Les deux femmes s'embrassent devant la maison de Zacharie — le mari d'Élisabeth —, représenté debout à l'embrasure de la porte, à gauche de la gravure sur bois. Comme sa femme, Zacharie est très âgé et il ne parle plus du fait que sa femme stérile ait finalement conçu un enfant.  
Le paysage très détaillé montré à l'arrière-plan est probablement inspiré des deux voyages de l'artiste à travers les Alpes entre 1494 et 1495.